# Scherer (Orgelbauer)
Scherer ist der Nachname einer deutschen Orgelbauerfamilie des 16. und frühen 17. Jahrhunderts. Die Familie hatte ihren Sitz in Hamburg. Sie zählte zu den bedeutendsten Orgelbauern ihrer Zeit und führte den norddeutschen Orgelbau zu einer Blüte. Scherer-Orgel bezeichnet eine Orgel, die von einem dieser Orgelbauer gebaut wurde.
Aus drei Generationen stammen folgende Vertreter:
- Jacob (Jakob) Scherer (* nach 1497; † nach 1574 in Hamburg), Vater von:
- Hans (Johannes) Scherer der Ältere (um 1535 in Hamburg; † 1611 in Hamburg), Vater von:
- Hans (Johannes) Scherer der Jüngere (getauft am 14. Oktober 1575 in Hamburg; † 1631), Bruder von:
- Fritz Scherer

## Jacob Scherer
Jacob Scherer übernahm 1537 von Jakob Iversand, dessen Schüler er vermutlich war, die Orgelwerkstatt. 1569 übergab er seine Werkstatt seinem Schwiegersohn Dir(i)ck Hoyer († nach 1582), der ihm ab etwa 1556 zur Hand gegangen war. Hoyer hatte 1567 eine Tochter Jacob Scherers geheiratet. Scherer scheint wohlhabend gewesen zu sein und erwarb einige Grundstücke.
In der fünften Spalte bezeichnet die römische Zahl die Anzahl der Manuale, ein großes „P“ ein selbstständiges Pedal, ein kleines „p“ ein nur angehängtes Pedal. Die arabische Zahl gibt die Anzahl der klingenden Register an. Die letzte Spalte bietet Angaben zum Erhaltungszustand oder zu Besonderheiten. Kursivschreibung gibt an, dass die Orgel nicht oder nur noch das historische Gehäuse erhalten ist.
| Jahr                   | Ort                      | Kirche              | Bild | Manuale       | Register | Bemerkungen |
| ---------------------- | ------------------------ | ------------------- | ---- | ------------- | -------- | --- |
| 1539                   | Hamburg                  | Sankt Katharinen    |      |               |          | Reparatur |
| 1546                   | Wilsnack                 | Wunderblutkirche    |      |               |          | Neubau, nicht erhalten |
| 1549/1557–1558         | Lübeck                   | Marienkirche        |      |               |          | Erweiterung der Totentanzorgel um ein Rückpositiv; 1942 zerstört → Totentanzorgel |
| 1540–1546/1551         | Hamburg                  | Sankt Jacobi        |      | II/P          | etwa 40  | Reparaturen, neue Register und Umbauten → Orgel der Hauptkirche Sankt Jacobi (Hamburg) |
| 1538–1552              | Lüneburg                 | Michaeliskirche     |      | III/P         | 32       | Reparaturen; 1551 Erweiterung um ein Rückpositiv; nicht erhalten |
| 1551–1552              | Neuruppin                | St. Marien          |      |               |          | Neubau, nicht erhalten |
| 1553                   | Salzwedel                | Marienkirche        |      |               |          | Reparatur und Umstimmung |
| 1553–1554              | Rendsburg                | Marienkirche        |      |               |          | Reparaturen; nicht erhalten |
| 1553–1554              | Cölln an der Spree       | Petrikirche         |      |               |          | Reparaturen; nicht erhalten |
| 1553–1554/1557         | Brandenburg an der Havel | St. Gotthardt (?)   |      | II/P          | 24       | Neubau, 1562 Umstimmung; nicht erhalten |
| 1555–1558              | Mölln                    | St. Nicolai         |      | I/P oder II/P | 14       | Erweiterung der Orgel aus dem 15. Jahrhundert, der Neubau gleichkam (Hauptwerk mit 7 Registern, Brustwerk Regal 8′ und Pedal mit 6 Registern), möglicherweise zwei Manuale; einige Register erhalten Die Pfeifen von J. Scherer aus Kappeln hat die Kirchengemeinde Mölln 2020 erworben. Sie sind vollständig von Flentrop in Mölln integriert worden. → Scherer-Bünting-Orgel von St. Nicolai (Mölln) |
| zwischen 1555 und 1569 | Kappeln                  | St. Nikolai         |      |               |          | Pfeifenwerk von J. Scherer und Hoyer in Orgelneubau von 1793 integriert; 8 Register ganz oder teilweise erhalten, die nicht im Neubau von Reinalt Johannes Klein (2013; II/P/40) integriert wurden |
| 1557–1560              | Stettin                  | Marienkirche        |      |               |          | Neubau; nicht erhalten |
| 1560–1561              | Lübeck                   | Marienkirche        |      | III/P         | 32       | Erweiterung der Großen Orgel um ein Brustwerk; 1942 zerstört → Hauptorgel |
| 1551–1563              | Ratzeburg                | Ratzeburger Dom     |      | I             | 11       | Neubau; nicht erhalten |
| 1564–1566              | Stettin                  | Jakobskirche        |      |               |          | Neubau; nicht erhalten |
| 1568                   | Magdeburg                | Sankt-Jakobi-Kirche |      |               |          | Neubau, gemeinsam mit Hans Bockelmann; nicht erhalten |

## Hans Scherer der Ältere
Hans Scherer der Ältere war der bekannteste Vertreter der Orgelbauerfamilie. Er war Schüler des brabantischen Orgelbauers Hendrik Niehoff und vermittelte dessen Errungenschaften in den deutschen Orgelbau. Ab den frühen 1550er Jahren ist er als Gehilfe seines Vaters nachgewiesen (Reparaturen in Hamburg/Jacobi und Lüneburg/Michaelis). Im Jahr 1571 eröffnete er in Bernau bei Berlin eine eigene Orgelwerkstatt. Eine Tochter Anna wurde am 26. September 1568 getauft, ein Sohn Johannes am 28. Februar 1570 (der anscheinend früh starb), ein Sohn Adam am 9. Januar 1572 und ein weiterer Sohn Johannes (Hans Scherer der Jüngere) am 14. Oktober 1575.  Seine Frau wurde am 14. Juli 1583 in Brandenburg an der Havel bestattet und Scherer heiratete zu einem unbekannten Zeitpunkt nochmals. Spätestens 1587 kehrte er nach Hamburg zurück. Bedeutende Schüler Scherers waren Johann Lange, Lehrmeister von Gottfried Fritzsche, und Antonius Wilde, die beide eigene Werkstätten errichteten. Ein Mitarbeiter Scherers war der Orgelbauer Hans Bockelmann († 1602), der auch schon bei Jacob Scherer gearbeitet hatte. Ab 1603 scheint Scherer die Arbeit zunehmend seinen Söhnen Hans und Fritz überlassen zu haben. 
| Jahr      | Ort               | Kirche                     | Bild | Manuale | Register | Bemerkungen |
| --------- | ----------------- | -------------------------- | ---- | ------- | -------- | --- |
| 1572–1573 | Bernau bei Berlin | St.-Marien-Kirche          |      | II/P    | 29       | Neubau; nach mehreren Umbauten 1864 abgerissen; 14 Engelfiguren (darunter 5 bauzeitliche) vom Prospekt und wenige ziselierte Pfeifen erhalten                                 |
| 1580–1581 | Stendal           | St. Marien                 |      | II/P    | 29       | Neues Rückpositiv; Gehäuse und 270 Pfeifen aus elf Registern von Scherer erhalten; heute III/P/38                                                                             |
| 1585      | Burgdorf          | St. Pankratius             |      | III/P   | um 30    | ursprünglich für Hildesheim, St. Georgen gebaut, 1812 nach Burgdorf verkauft; Prospekt erhalten sowie Angaben alter Mensuren, die bei der Restaurierung berücksichtigt wurden |
| 1587–1590 | Stade             | St. Nicolai                |      |         |          | Neubau; später eingreifend verändert; 1835 nach Himmelpforten überführt; einige Register erhalten; Rückpositiv-Gehäuse in Kirchlinteln erhalten (Foto)                        |
| 1588–1592 | Hamburg           | Sankt Jacobi               |      | III/P   | 53       | Erweiterung um ein Oberwerk gemeinsam mit Hans Bockelmann; einige Register erhalten → Orgel der Hauptkirche Sankt Jacobi (Hamburg)                                            |
| 1587/1604 | Hamburg           | Sankt Katharinen           |      | III/P   |          | Erweiterungsumbau; später mehrfach umgebaut, einige Register erhalten |
| vor 1593  | Husum             | Marienkirche               |      |         |          | Änderungen an der Orgel von Johann Gose (1573–1577); nicht erhalten |
| 1593      | Hamburg-Bergedorf | Kirche St. Petri und Pauli |      |         |          | Neubau; nicht erhalten |
| um 1594   | Lüneburg          | Nicolaikirche              |      |         |          | Neubau von Scherer oder von Hans Bockelmann; nicht erhalten |
| 1596–1598 | Meldorf           | St. Johannis               |      | II/P    | 30       | Neubau oder Umbau; nicht erhalten |
| 1600–1601 | Herford           | Herforder Münster          |      | II/P    | 9        | Umbau einer älteren Orgel; nicht erhalten |
| 1600      | Brake             | Schloss Brake              |      | II/P    | 20       | Neubau |
| 1602      | Marne (Holstein)  | Maria-Magdalenen-Kirche    |      | I/P     |          | Neubau von Hans Bockelmann. Prospekt erhalten (Rückpositiv). |
| 1605–1607 | Hamburg           | St. Gertrudskapelle        |      |         |          | Mitarbeit am Neubau; nicht erhalten |
| 1608      | Rotenburg (Wümme) | Schlosskapelle             |      |         |          | Neubau; nur Gehäuserahmen von Ludwig Münstermann im Focke-Museum erhalten |

## Hans Scherer der Jüngere
Hans Scherer der Jüngere setzte die erfolgreiche Tradition seines Vaters fort. Er erwarb am 23. Mai 1606 das Hamburger Bürgerrecht und heiratete im selben Jahr Agneta Steer. 1607 wurde die Tochter Magdalena geboren. Nach dem Tod seiner ersten Frau heiratete Scherer am 5. Mai 1614 Elisabeth Timme. Aus dieser Ehe gingen Elisabet, Hieronymus, eine weitere Elisabet und Sara hervor. Scherer entwickelte das Konzept der selbstständigen Pedaltürme weiter, was zum Hamburger Prospekt führte. Gottfried Fritzsche wurde sein Nachfolger und wichtiges Bindeglied zum Orgelbauer Arp Schnitger.
| Jahr      | Ort              | Kirche                                     | Bild | Manuale | Register | Bemerkungen |
| --------- | ---------------- | ------------------------------------------ | ---- | ------- | -------- | --- |
| 1603–1604 | Hamburg          | Sankt Petri                                |      | III/P   | 48       | Reparatur, gemeinsam mit seinem Vater und Bruder; nicht erhalten |
| 1606–1607 | Hamburg          | Sankt Jacobi                               |      | III/P   | 53       | Überholung der Orgel, gemeinsam mit seinem Bruder Fritz → Orgel der Hauptkirche Sankt Jacobi (Hamburg)                                                                         |
| 1606–1608 | Kassel           | Schlosskirche                              |      | II/P    | 20       | Neubau; im 18. Jahrhundert abgebrochen |
| 1608–1609 | Kassel           | Brüderkirche                               |      | II/P    | 25       | Neubau als Schwalbennestorgel; 1943 zerstört |
| 1610–1611 | Immenhausen      | St. Georg                                  |      | II/P    |          | Neubau oder Umbau; 1631 verbrannt |
| 1609–1612 | Kassel           | Martinskirche                              |      | III/P   | 33       | Neubau; nach verschiedenen Umbauten 1896 durch neue Orgel von Friedrich Ladegast ersetzt; Scherer-Prospekt 1943 zerstört                                                       |
| 1619–1620 | Freiburg/Elbe    | St. Wulphardi                              |      | II/P    |          | Reparatur der Orgel eines unbekannten Orgelbauers; 6 Register erhalten |
| 1622      | Hamburg-Curslack | St. Johannis                               |      | I/P     |          | Neubau; 5 Register erhalten und im Neubau von Rudolf von Beckerath Orgelbau integriert (I/P/7, 1971)                                                                           |
| 1620–1623 | Lübeck           | Petrikirche                                |      | III/P   | 45       | Sicherungsmaßnahmen, Bau von 9 Bälgen (20 × 4 Fuß), Reparaturen am Pfeifenwerk der Orgel von Gose/Borchert (1586–1591); 1888 durch Walcker-Orgel ersetzt                       |
| 1623–1624 | Tangermünde      | St.-Stephanskirche                         |      | III/P   | 32       | Neubau gemeinsam mit Fritz Scherer; etwa zur Hälfte erhalten → Orgel von St. Stephan (Tangermünde)                                                                             |
| 1624–1625 | Lübeck           | Aegidienkirche                             |      | III/P   | 36       | Neubau; Gehäuse erhalten → Orgel der Aegidienkirche (Lübeck) |
| 1624–1625 | Lübeck           | Lübecker Dom                               |      | II/P    |          | Reparatur der Orgel von Jakob Rabe (1606): Erneuerung der Windladen, die aus der Vorgängerorgel übernommen worden waren; nicht erhalten                                        |
| 1625      | Minden           | Marienkirche                               |      |         |          | Neubau; nicht erhalten |
| 1625–1626 | Minden           | Mindener Dom                               |      | II/P    | 25       | Neubau; 1945 zerstört |
| 1627–1628 | Hamburg          | St. Georg (Kirche des St. Georgshospitals) |      | II/P    | 27       | Reparatur; einige Register in Neubau von Arp Schnitger (1708) übernommen; 1747 nach Lenzen (Elbe)/St. Katharinen (Foto) umgesetzt, dort mehrfach umgebaut; 5 Register erhalten |
| 1628–1629 | Stade            | St. Cosmae et Damiani                      |      | II/P    | 28       | Reparaturen der Orgel von Antonius Wilde (1606–1608); 1659 verbrannt → Orgel von St. Cosmae et Damiani (Stade)                                                                 |
| 1630      | Oberndorf        | St. Georg                                  |      |         |          | Reparaturen; nicht erhalten |
| 1631      | Itzehoe          | St. Laurentii                              |      |         |          | größere Reparatur der Orgel von Matthias Mahn (1562) nach Kriegsschäden; nicht erhalten                                                                                        |

## Fritz Scherer
Fritz Scherer arbeitete an mehreren Orgelbauten zusammen mit seinem Bruder.
| Jahr      | Ort     | Kirche      | Bild | Manuale | Register | Bemerkungen |
| --------- | ------- | ----------- | ---- | ------- | -------- | --- |
| 1603–1604 | Hamburg | Sankt Petri |      | III/P   | 48       | Reparatur, gemeinsam mit seinem Vater und Bruder; nicht erhalten |
| 1612–1613 | Lemgo   | St. Marien  |      | II/P    | 20       | Von Fritz Scherer in das Gehäuse der Vorgängerorgel der Gebr. Slegel; später mehrfach umgebaut; Reste von Scherer erhalten; 2009/2010 Rekonstruktion durch Rowan West → Orgeln von St. Marien (Lemgo) |